# Tadeusz Leśniewski
Tadeusz Franciszek Józef Leśniewski (ur. 17 września 1897 w Warszawie, zm. 17 lipca 1957 tamże) – architekt, żołnierz Armii Krajowej.

## Życiorys
W 1915 ukończył Szkołę Handlową Zgromadzenia Kupców m. Warszawy. Od 1916 był studentem Wydziału Architektury Politechniki Warszawskiej. Został odznaczony Krzyżem Niepodległości za działalność w Polskiej Organizacji Wojskowej (od 1916). W pierwszych dniach listopada 1918 wstąpił ochotniczo do Wojska Polskiego. Brał udział w wojnie polsko-bolszewickiej. W 1921 po zwolnieniu z wojska wznowił studia i w czerwcu 1924 otrzymał dyplom ukończenia Wydziału Architektury Politechniki Warszawskiej (nr 369). Podczas studiów brał udział w pracach przy odbudowie Teatru Narodowego w Warszawie oraz pracach konserwatorskich w Łazienkach Królewskich i Belwederze.
W latach 1924–1925 pracował przy budowie młyna i silosów zbożowych w Białej Podlaskiej, strażnic i koszar KOP oraz domu mieszkalnego na osiedlu Staszica w Warszawie, a w latach 1926–1927 w Kierownictwie Robót w Gmachach Reprezentacyjnych Rzeczypospolitej przy odbudowie Zamku Królewskiego. W 1927 rozpoczął pracę w Najwyższej Izbie Kontroli Państwa. Jako delegat NIK nadzorował obiekty wykonywane dla instytucji państwowych m.in. w Warszawie: budowy gmachu Ministerstwa Wyznań Religijnych i Oświecenia Publicznego przy al. Szucha 25, byłego Ministerstwa Robót Publicznych przy ul. Chałubińskiego 4, Instytutu Geologicznego przy ul. Wiśniowej, Banku Gospodarstwa Krajowego w Al. Jerozolimskich, Ministerstwa Spraw Zagranicznych przy ul. Wierzbowej i Zamku Królewskiego oraz w Krakowie: gmachu Akademii Górniczej, Biblioteki Jagiellońskiej, Kliniki Uniwersyteckiej, a także odbudowy Wawelu oraz innych budowli państwowych na terenie Rzeczypospolitej. Pracując w NIK współpracował z innymi resortami przy ustalaniu przepisów budowlano-administracyjnych i rachunkowo-kasowych.
Brał udział w konkursach architektonicznych prezentując m.in. projekty: gmachu NIK przy al. Szucha 23, projekt gmachu Związku Nauczycielstwa Polskiego na Powiślu, dwa projekty typowych domów szeregowych BGK, projekt zagrody dla rolnika.
Od kwietnia 1945 pracował w Biurze Odbudowy Stolicy (jako kierownik budowy odbudowywanych gmachów dla Ministerstwa Oświaty, NIK, MSZ ul. Szucha 23/25 i innych), następnie (od 1946) w Ministerstwie Odbudowy (Budownictwa Miast i Osiedli), od 1952 członek zespołu orzekającego Miastoprojekt Wschód, a od 1953 członek zespołu orzekającego w Biurze Projektów Inwestycyjnych Skupu. Był zdecydowanym przeciwnikiem budowy Pałacu Kultury w Warszawie, który określał mianem „Piętna wschodu na Warszawie” za co był represjonowany. Od 1954 pracował w Komitecie do Spraw Urbanistyki i Architektury.
Zmarł nagle w wieku 59 lat, został pochowany w grobie rodzinnym na cmentarzu Powązkowskim (kwatera X-6-1,2,3).

## Zrealizowane projekty
- Gmach Najwyższej Izby Kontroli (obecnie siedziba MSZ) w alei Jana Chrystiana Szucha 23 w Warszawie
- budynki mieszkalne ul. Fałata 6 w Warszawie[4]
- kilka domów jednorodzinnych (wille podmiejskie).

## Ordery i odznaczenia
- Krzyż Niepodległości (16 marca 1937)[5]
- Złoty Krzyż Zasługi (dwukrotnie: 30 stycznia 1939[6] i 1956)
- Medal 10-lecia Polski Ludowej (23 maja 1955)[7]